# Władysław Pasikowski

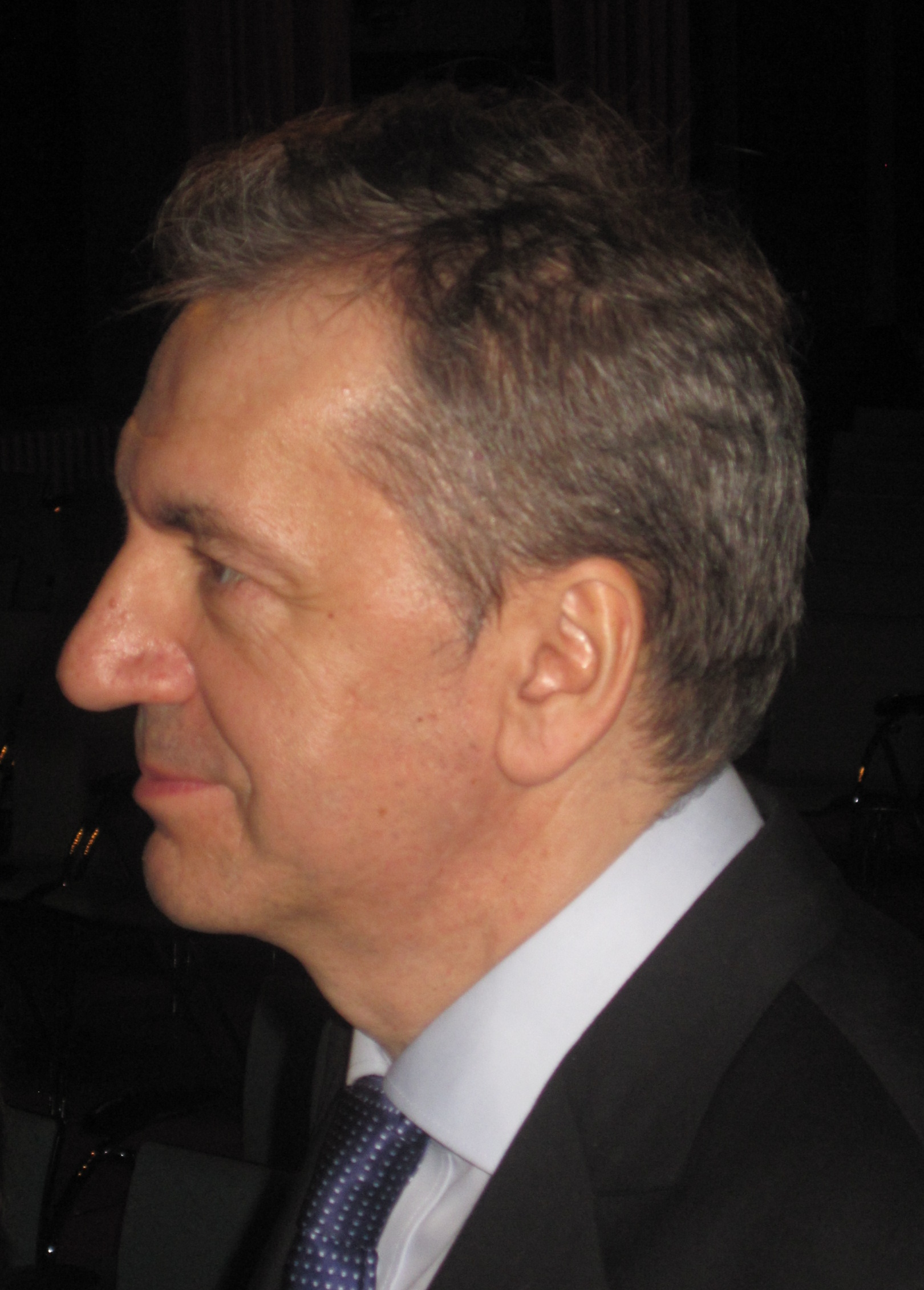
Wladyslaw Pasikowski, 2014

Władysław Pasikowski (* 14. Juni 1959 in Łódź, Polen) ist ein polnischer Regisseur und Drehbuchautor.

## Leben
Pasikowski studierte Kulturwissenschaft an der Universität Łódź und Regie an der dortigen Kunsthochschule. Mit seinem Debütfilm Kroll aus dem Jahr 1991 gewann er den Debütpreis beim Polnischen Filmfestival Gdynia sowie den Spezialpreis der Jury. Seine beiden nächste Filme Psy und Psy 2 wurden zu Publikums- und Kinokassenerfolgen und sicherten ihm einen Ruf als Experten für Actionfilme. Auch als Romanautor trat Pasikowski hervor. Sein Science-Fiction-Roman Ja, Gelerth wurde 1993 für den polnischen SF-Literaturpreis Janusz-A.-Zajdel-Preis nominiert.
Der auch außerhalb Polens bekannteste Film, an dem er mitwirkte, war Das Massaker von Katyn (Katyń) aus dem Jahr 2007. Im Jahr 2012 zeigte er beim Polnischen Filmfestival Gdynia den Spielfilm Pokłosie, in dem der tätige Antisemitismus der polnischen Bevölkerung in der Zeit der deutschen Besatzung thematisiert wird. Bei der Verleihung des Marburger Kamerapreis 2014 an den befreundeten Kameramann Paweł Edelman, mit dem er häufig zusammenarbeitete, hielt er die Laudatio in der Aula der Philipps-Universität Marburg.
Beim 39. Gdynia Film Festival wurde er mit dem Preis für die beste Regie für Jack Strong ausgezeichnet.

## Filmografie (Auswahl)
- 1991: Kroll – Regie, Drehbuch
- 1992: Hunde (Psy) – Regie, Drehbuch
- 1994: Psy 2. Ostatnia krew – Regie, Drehbuch
- 1996: Słodko gorzki – Regie, Drehbuch, Darsteller (als Vampir auf der Party)
- 1998: Demony wojny według Goi – Regie, Drehbuch
- 1999: Operacja Samum – Regie
- 2001: Reich – Regie, Drehbuch
- 2003–2004, 2008: Glina (Fernsehserie) – Regie
- 2007: Das Massaker von Katyn (Katyń) – Drehbuch
- 2012: Pokłosie, deutsch: Nachlese.[4]
- 2013: Jack Strong – Regie, Drehbuch
- 2019: Kurier – Regie, Drehbuch